# Суллинг, Тоомас-Андрес Александрович
Тоомас-Андрес Александрович Суллинг (эст. Toomas Sulling, род. 15 февраля 1940, Таллин) — эстонский советский врач-кардиохирург.
Один из самых известных в Эстонии хирургов, за время работы врачом прооперировал около четырёх тысяч пациентов.

## Биография
В 1964 году окончил Тартуский государственный университет. По окончании стажировался в Хельсинки.
С 1967 по 1969 год работал научным сотрудником лаборатории сосудистой хирургии Тартуского государственного университета, с 1969 по 1979 год заведовал ею.
С 1979 по 1987 год заведовал отделением кардиологии и коронарной хирургии Института общей и молекулярной патологии.
С 1987 по 1995 год — директор Эстонского кардиологического центра (на эстонском языке: Eesti Südamekeskus). В 1995 году возглавил Клинику сердечно-сосудистой хирургии при больнице Мустамяэ (ныне Северо-Эстонский медицинский центр)
Доктор медицинских наук, диссертация на тему «Коронарография при диагностике хронической ишемической болезни сердца». 15 апреля 1980 года провёл первое аортокоронарное шунтирование
Вошёл в составленный в 1999 году по результатам письменного и онлайн-голосования список 100 великих деятелей Эстонии XX века.